# ورزشگاه یوسیوشان
ورزشگاه یوسیوشان (انگلیسی: Yuexiushan Stadium) یک ورزشگاه فوتبال در کشور چین است.
این ورزشگاه که در شهر گوانگ‌ژو قرار دارد در سال ۱۹۵۰ تأسیس و دارای ۱۸٬۰۰۰ نفر ظرفیت است.